# 包饭酱
包饭酱（쌈장）是韩国料理中的一种糊状辣味酱料，通常用作菜包肉的蘸酱。包饭酱主要由大酱、苦椒酱、麻油、洋葱、蒜、青葱、红糖等制成。.
除了标准的包饭酱外，有时还会加上其他原料以制成各种类的包饭酱，包括坚果包饭酱（견과류 쌈장）、章鱼包饭酱（쭈꾸미 쌈장）、豆腐包饭酱（두부 쌈장）、飞鱼籽包饭酱（날치알 쌈장）、拌菜包饭酱（나물 쌈장）等。